# 体育中心駅 (広州市)
体育中心駅（たいいくちゅうしんえき／スポーツセンターえき）は、中華人民共和国広東省広州市にある広州市地下鉄1号線の駅である。

## 駅構造
島式ホーム1面2線を有する地下駅。
| 地下1階 | コンコース                 | 改札口、自動券売機、サービスセンター、駅商店、駅警備室、セキュリティ |  |
| 地下2階 | 2番線                      | 1号線 体育西路へ（西塱方面）                                         |  |
|         | 島式ホーム、左側の扉が開く |                                                                      |  |
|         | 1番線                      | 1号線 広州東駅へ（終端駅）                                           |  |

## 駅周辺
- 広東天河球場（中国野球リーグ・広東レパーズの本拠地）
- 外経貿大厦
- 財富広場
- 電信大厦
- 広州電脳城
- 正佳広場
- 天河名坊
- 京光広場

## 歴史
- 1999年6月28日 - 1号線の駅として開業[1]。

## 隣の駅
広州地下鉄
■1号線
体育西路駅 114 - 体育中心駅 115 - 広州東駅 116